# واله سان نیکولاو
واله سان نیکولاو (به ایتالیایی: Valle San Nicolao) یک کومونه در ایتالیا است که در استان بیه‌لا واقع شده‌است. واله سان نیکولاو ۱۴٫۹ کیلومتر مربع مساحت و ۱٬۱۳۶ نفر جمعیت دارد.